# Phân biệt chủng tộc ở Hoa Kỳ
Phân biệt chủng tộc ở Hoa Kỳ đã tồn tại từ thời thuộc địa, khi người Mỹ da trắng được trao các đặc quyền và quyền lợi hợp pháp hoặc xã hội trong khi các quyền tương tự bị từ chối đối với các chủng tộc và dân tộc thiểu số khác. Người Mỹ gốc Âu đặc biệt là những người theo đạo Tin lành Anglo-Saxon da trắng giàu có, được hưởng các đặc quyền độc quyền trong các vấn đề giáo dục, nhập cư, quyền bầu cử, quyền công dân, thu hồi đất và thủ tục hình sự trong suốt lịch sử Hoa Kỳ. Những người nhập cư không theo đạo Tin lành từ châu Âu, đặc biệt là người Ireland, Ba Lan và người Ý, thường bị loại trừ bài ngoại và các hình thức phân biệt đối xử dân tộc khác trong xã hội Mỹ cho đến cuối thế kỷ 19 và đầu thế kỷ 20.  Ngoài ra, các nhóm như người Do Thái và người Ả Rập đã phải đối mặt với sự phân biệt đối xử liên tục ở Hoa Kỳ và kết quả là một số người thuộc các nhóm này không xác định là người da trắng. Người Đông, Nam và Đông Nam Á đã đối mặt với nạn phân biệt chủng tộc tương tự ở Mỹ.
Một số người Mỹ đã xem việc ứng cử viên tổng thống Barack Obama, người từng là tổng thống Hoa Kỳ từ năm 2009 đến 2017 và là tổng thống người da đen đầu tiên của quốc gia, như một dấu hiệu cho thấy quốc gia đã bước vào một kỷ nguyên mới, hậu chủng tộc. Người dẫn chương trình phát thanh và truyền hình cánh hữu Lou Dobbs tuyên bố vào tháng 11 năm 2009, Bây giờ chúng ta đang ở trong một xã hội hậu chủng tộc, hậu chủng tộc thế kỷ 21." Hai tháng sau, Chris Matthews, một người dẫn chương trình MSNBC, nói rằng Tổng thống Obama, "là người hậu chủng tộc bởi tất cả các lần xuất hiện. Bạn biết đấy, tôi đã quên rằng anh ta tối nay trong một giờ." 
Cuộc bầu cử Tổng thống Donald Trump năm 2016 đã được một số nhà bình luận xem là phản ứng phân biệt chủng tộc chống lại cuộc bầu cử của Barack Obamai hậu chủng tộc, hậu thế kỷ 21." Hai tháng sau, Chris Matthews, một người dẫn chương trình MSNBC, nói rằng Tổng thống Obama, "là người hậu chủng tộc bởi tất cả các lần xuất hiện. Bạn biết đấy, tôi đã quên rằng anh ta tối nay trong một giờ." Cuộc bầu cử Tổng thống Donald Trump năm 2016 đã được một số nhà bình luận xem là phản ứng phân biệt chủng tộc chống lại cuộc bầu cử của Barack Obama.
Một hiện tượng mới là sự nổi lên của phong trào "alt-right": một liên minh chủ nghĩa dân tộc trắng tìm cách trục xuất tình dục và dân tộc thiểu số từ Hoa Kỳ. Vào tháng 8 năm 2017, các nhóm này đã tham dự một Đoàn kết cuộc biểu tình đúng đắn tại Charlottesville, Virginia, nhằm mục đích thống nhất các phe phái dân tộc da trắng khác nhau. Trong cuộc biểu tình, một người biểu tình siêu quyền lực trắng đã lái chiếc xe của mình vào một nhóm người phản đối, giết chết một người và làm 19 người bị thương. Kể từ giữa những năm 2010, Bộ An ninh Nội địa và Cục Điều tra Liên bang đã coi bạo lực siêu quyền lực người da trắng là mối đe dọa hàng đầu của khủng bố trong nước ở Hoa Kỳ.